# Shadow of Rome
Shadow of Rome (literalmente, Sombra de Roma) es un videojuego de acción y aventuras. El juego narra la historia del Complot y el Asesinato de Julio César, donde el  El Centurión Agripa se reconvierte en Gladiador para ganar el Torneo dedicado al reciente asesinado César, donde el ganador recibirá el premio de ser el verdugo del asesino del César ... Vipsanio el padre del Centurión. Por otra parte el sobrino del César, Octavio,  deberá buscar la verdadera historia de que fue realmente lo que sucedió el 15 de marzo de 44 ac.

## Prólogo
En el video de presentación del juego se aprecia unas de las victoriosas campañas de Roma, la victoria de un gladiador en unos de los torneos de Gladiadores, y la muerte de Julio César. Al comenzar el juego, el jugador aprenderá a jugar, en un mini torneo de gladiadores donde Agripa deberá eliminar a unos cuantos oponentes para llegar a la final, en un coliseo con tres habitaciones.

## Argumento

### Capítulo 1: La maldad de los hombres
El 15 de marzo de 44 ac. Julio César es brutalmente asesinado tras recibir 23 puñaladas.
El mismo día Agripa se encuentra en una campaña en los bosques de Germania, para asegurar la gran dominación del Imperio Romano, Mario un soldado romano (la mano derecha de Agripa), le avisa Octavio desilusionado pero sin perder la fe en su amigo se dirige a algún lugar para pasar la noche, justo en ese momento conoce a Pansa, un veterano quién según el, la familia del César le salvó la vida, y decide darle refugio y darle de su experiencia en camuflaje y sigilo para infiltrarse y conseguir lo que el joven necesite para saber la verdad tras los muros del Senado.
Un día tras la muerte del César, Agripa se encuentra en las fronteras de Germania, faltando poco para la destrucción de este pueblo. Agripa logra infiltrase en la última fortaleza germana con vida, y decide ir solo, al llegar al corazón de la fortaleza, es rodeado por casi todo mundo de Bárbaros germanos, pero de inmediato llegan los refuerzos romanos para ayudar a su Centurión, Agripa logra llegar a una cárcel donde se encuentra con su mensajero, quién le dice que el César ha sido asesinado, chocado con la noticia queda paralizado, y al mismo tiempo el gran jefe de los Bárbaros Germanos Barca, escucha esa gran noticia , (la cual significaría el fin del Imperio romano, comprendiendo por qué ese mensajero no decía nada a pesar de ser torturado en determinadas ocasiones), al instante Agripa encadena una lucha contra Barca saliendo victorioso Agripa, pero Agripa no le quita la vida, sino que se lo lleva como prisionero a Roma, causándole un gran odio hacia el Centurión.
Octavio sigue buscando información, con la ayuda de Pansa ya se siente listo para ir al Senado, al llegar al Senado se da cuenta de que hay muchos guardias para poder entrar fácilmente, así que entra en la sala de oferta que está a un costado, y logra robarle las ropas a un senador dejándolo inconsciente, al tener las ropas de un senador logra infiltrarse sin problemas, al entrar al senado, Octavio logra escuchar una conversación de Cicerón con unos de los senadores diciendo que se sienten culpables de "algo", luego logra dejar inconscientes a algunos soldados romanos y logra entrar en una habitación la cual hay una "carta", la cual es de Vipsanio que va dirigida al César, donde le advierte de que posiblemente están hablando en su contra para matarle, luego Octavio logra entrar a la habitación del debate donde se encuentran todos los senadores y el mismo Antonio, los senadores quieren decidir como será la muerte de Vipsanio, pero el secretario de Antonio, Mecenas, propone la idea de celebrar un Gran Torneo en honor al César, y que el ganador será el verdugo de Vipsanio, Antonio accede a esta petición y también dice que la madre será ejecutada públicamente en el Foro.

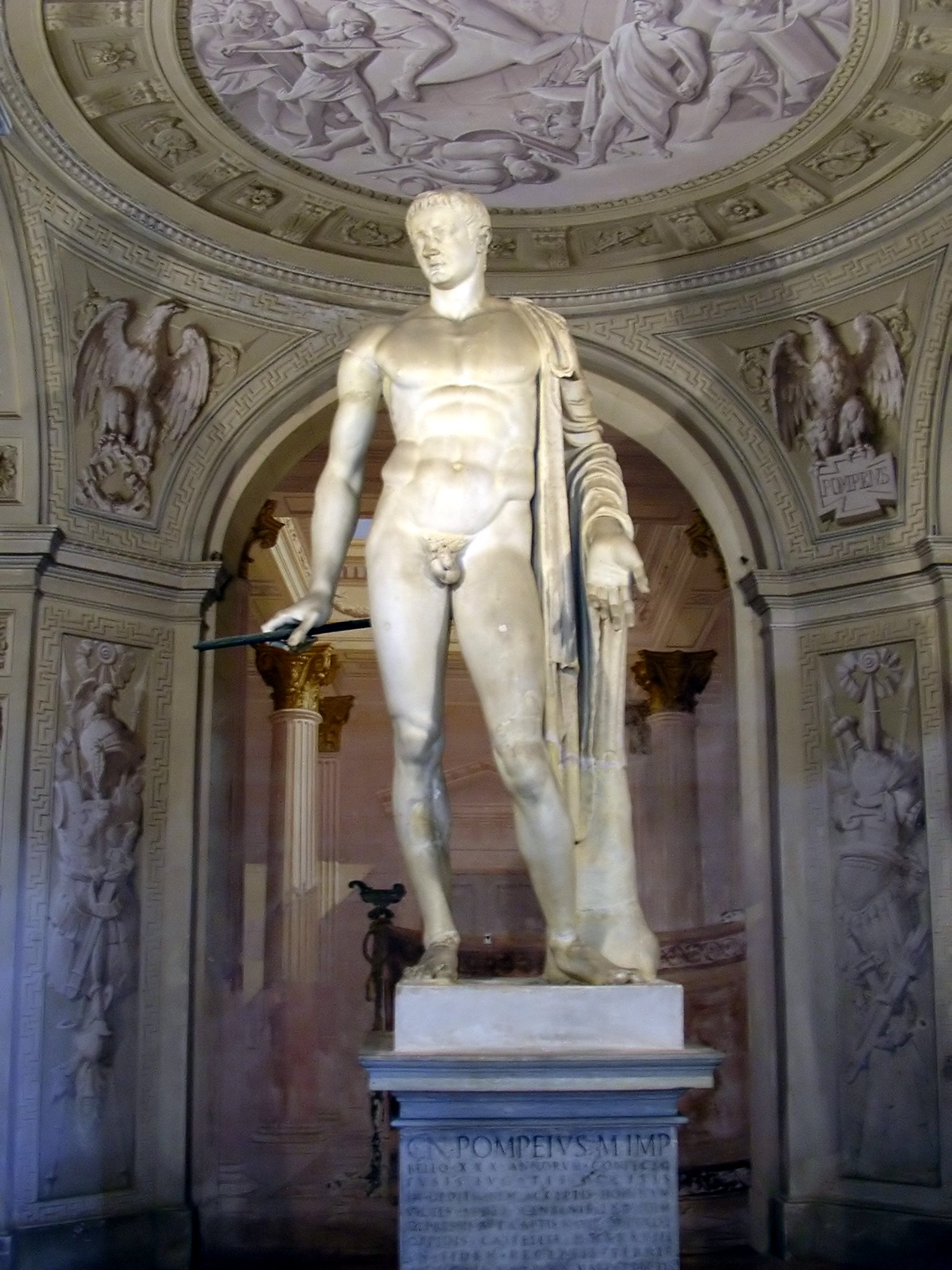
Estatua de Pompeyo el Grande, también es el lugar donde murió Julio César, Pompeyo también es el padre del personaje Sexto.

Octavio se entera de que Agripa está por llegar a la ciudad y decide esperarle, al llegar Agripa Octavio le cuenta que el César ha muerto, que su padre está siendo culpable de su asesinato, y de que su madre va a ser ejecutada públicamente, al saber esto Agripa decide ir corriendo al Foro, al llegar se encuentra con un grupo de soldados romanos y también al general de la República Decio, entonces para salvar la vida de su madre decide encarnar una batalla contra todos estos. Al vencerlos a todos logra subir a la tarima donde sería ejecutada su madre, pero Decio lanza su espada y asesina a Vipsania en las manos de Agripa, Agripa decide matar a Decio con sus propias manos y lucha contra este a muerte, Agripa desesperado por matarle no logra vencerle, por lo que Decio ordena a los soldados romanos quitarle la vida, es entonces que Claudia y Octavio llegan para rescatarle, y llevarlo para los bosques de Roma.
Al llegar a los bosques de Roma Agripa siente una gran Cólera por la muerte de su madre y por no poder hacer nada y además ser derrotado por el asesino de ella, Octavio le dice que irá a rescatar a su padre de la cárcel, y decide ir con Agripa mientras que Claudia les espera. al llegar a la Prisión de Syracuse, Octavio logra infiltrarse cuidadosamente hasta llegar a la prisión de Vipsanio, Octavio logra introducir a Agripa al complejo, y se dirigen a la celda de Vipsanio, al llegar Vipsanio les cuenta de que él es inocente, y les cuenta que él vio el cuerpo ensangrentado del César bajo el monumento de Pompeyo y corrió hacia él pensado de que todavía esté con vida, al llegar se entera de que es imposible, y de pronto ingresa Cicerón con sus hombres culpándole de la muerte del César. Pero antes de querer sacar a Vipsanio de la celda, unos soldados se enteran de lo ocurrido y deciden actuar, como no se podía sacar a Vipsanio, Agripa y Octavio escapan de la Prisión de Syracuse, al llegar a los bosques Claudia le dice que ya es imposible rescatar a su padre de la prisión, porque lo más probable es que ya hayan doblado la seguridad de la Prisión, pero que aún queda la posibilidad de que se convierta en gladiador, ya que el ganador podrá ser el verdugo de este y en ese momento puede rescatarle, Octavio le dice que no lo haga, pero Agripa dice que no le queda otra opción, en ese momento aparecen unos bárbaros que le acechan, Agripa le dice a Octavio de que tiene que comprobar la inocencia de su padre, mientras él será gladiador para rescatar a su padre, agripa y claudia derrotan fácilmente a esos bárbaros, y se dirigen al lugar hacia el Jefe de la cuadrilla de Gladiadores Sexto.

### Capítulo 2: Bautismo de Fuego
Claudia recomienda a Agripa a la cuadrilla de Sexto para el Torneo en honor al César, para que Agripa se quede en su cuadrilla Sexto le hace un par de pruebas a Agripa que las pasa fácilmente derrotando gladiadores de niveles inferiores, cuando Agripa está a punto de terminar con la prueba Sexto le dice que le falta la prueba final... derrotar a claudia, Agripa logra pasar la prueba derrotando a Claudia y Sexto decide inscribirlo en el torneo como miembro de su cuadrilla, al llegar al coliseo, Agripa se enfrenta de gladiador en gladiador, logra pasar las 3 primeras rondas casi sin problemas tal vez aprendiendo nuevas habilidades y tener mayor jugabilidad del juego .
En Roma Octavio se encuentra en casa de Pansa, descansando y pensando en su próximo movimiento, habla con Pansa y le dice las palabras del César "Et tu, Brute", al escuchar esto, Pansa le dice que el discípulo de Cicerón se llama Marco Bruto, entonces Octavio decide seguir a Cicerón para quedar con Marco bruto. Al llegar al Senado se encuentra con Cicerón, y decide seguirlo, Octavio entra al interior del Senado siguiéndole, hasta llegar al monumento de Pompeyo, ahí se encuentra con Marco en persona, y escucha la conversación con Cicerón, quienes discuten por las consecutivas visitas de Marco a las Tabernas, en ese entonces Octavio decide ir a investigar a las tabernas.
Mientras que Octavio se encuentra buscando la inocencia de Vipsanio, Agripa termina su descanso, y logra pasar otras 2 rondas más, para llegar a la final, al llegar a la final se encuentra que la pelea es uno a uno con nada más y nada menos que su antiguo rival, Barca, al final de la pelea logra derrotarle en una pelea muy difícil, donde al final Barca suplica por que le quiten la vida, Agripa lo hace quedando totalmente amargado.
Octavio llega a la taberna y logra infiltrarse en ella, dentro escucha una inquietante conversación entre Cacio y Marco.
Agripa, Claudia, Sexto y su cuadrilla se dirigen al norte donde el frío es inminente, allí Agripa logra superar las 4 primeras rondas sin dificultad.

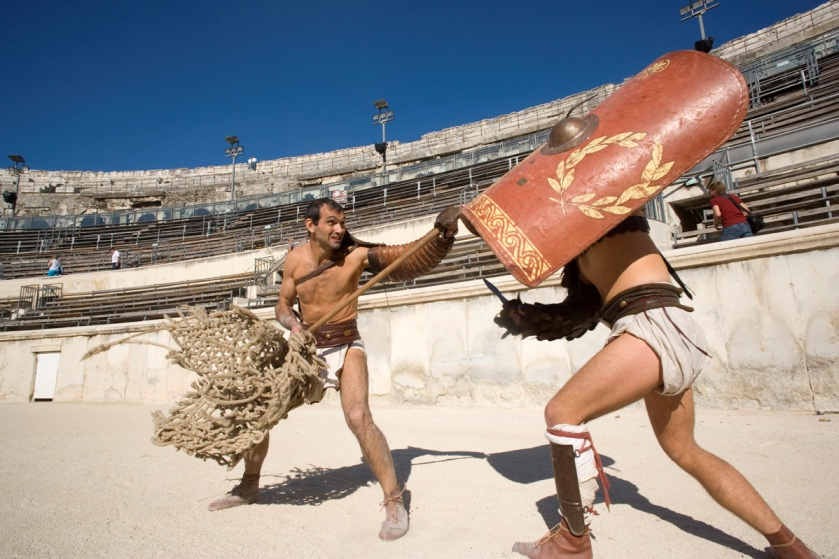
Lucha de gladiadores, es lo poco que Agripa experimentaría en su travesía.

Octavio se introduce por las calles de los bandidos de Roma, siguiendo a Marco y Casio, logra infiltrarse entre un par de guardias de las tabernas y al llegar escucha el grito de Cacio, Octavio procede a entrar al patio, donde al revisar el cuerpo escucha la voz de un hombre decir, "apuraos", este se esconde detrás de un árbol y se da cuenta de que la voz es de Mecenas, este le dice a sus 4 soldados romanos que se lleven el cuerpo y lo escondan, y que esto solo se quede entre aquellas murallas, Octavio sabe que hay algo raro.
Agripa mientras tanto supera la 4 ronda, y clasifica a la 5, cuando llega la oportunidad la supera también y llega a la final, donde supera fácilmente a un grupo de gladiadores, pero Decio que lo observava todo ordena que uno de sus mejores gladiadores Arcanas, de su cuadrilla Valcross luche en la gran Final, quien es derrotada en una difícil batalla gracias a la intervención de Claudia.

### Capítulo 3: La ira de los dioses
Octavio decide ir a preguntarle a Mecenas, lo sucedido con la muerte de Casio, para ello decide infiltrarse en el Patrimonio de Antonio, cuando logra pasar por una serie de soldados romanos logra pasar por la habitación de Decio, luego llega a unas escaleras donde se encuentra con Mecenas, quien decide seguirle.
Agripa se dirige a hablar con sexto, pero también está Mecenas quien le ha dicho a Sexto que Antonio ha propuesto una lucha con carrera de caballos, a la vez Sexto se siente muy orgulloso de que Mecenas le haya informado esto en persona, Sexto le cuenta lo sucedido y le dice que su debut será en un coliseo cercano a Roma, al llegar allí Agripa, Sexto y su cuadrilla, debutan rápidamente donde Agripa vence fácilmente las 2 primeras rondas de carreras de caballos.
Octavio se infiltra a fondo en el Patrimonio de Antonio donde logra entrar a una habitación, en la cual está Antonio y su general Decio que hablan del nuevo gladiador Agripa y que está venciendo a todos los gladiadores, también escucha que Decio le dice a Antonio que no dejará que Agripa salga del coliseo de carreras de caballos con vida, ya que le tiene una "sorpresa" para el, Octavio escucha los pasos de alguien acercarse y se oculta, al acercarse esa persona a él, se da cuenta de que es Mecenas, y continúa la persecución, sin perderle la vista lo sigue hasta una habitación donde intenta llamar a Mecenas con una voz de mujer, pero Mecenas se da cuenta inmediatamente de que es Octavio el de la voz dejándole impresionado, Octavio decide preguntarle por lo de Cacio pero este elude todas las preguntas de Octavio diciéndole que si sigue preguntando y llevando información a los ciudadanos de Roma estos podrían confundirse y provocar un desastre mayor por las calles y este se marcha de la habitación.
Agripa se enfrenta en la tercera ronda con diversos gladiadores, donde los vence a todos pasando a la gran final, en la final Decio presenta la sorpresa para Agripa, que es uno de los mejores gladiadores de su cuadrilla de Valcross, el gladiador Narcales, quien es derrotado en una difícil carrera, Decio al sentirse humillado con esta noticia manda traer a Narcales a su presencia, cuando este llega con Decio, este hace un gesto de felicitaciones pero luego le asesina de una puñalada, al llegar a los apocentos de Sexto, Agripa se entera por medio de unos gladiadores que Claudia se siente mal por "algo", cuando Agripa va a verla se encuentra con que está discutiendo con Sexto, cuando ella sale de la habitación de Sexto, se encuentra con Agripa, luego de un rato hablan en el patio, donde Claudia le dice a Agripa que Sexto a aceptado un cierto pedido de unas gemelas, la cual es asesinar a alguien pero que no sabe quién, que lo único que sabe es que es peligroso pero que la recompensa es grande.
Octavio se entera de que Marco Bruto está desaparecido, y decide investigar, para ello se dirige a su mentor Cicerón, entonces se dirige al Senado para quedar con este. Octavio ha logrado infiltrarse poco a poco en las oficinas del Senado, al llegar al lugar donde se encuentra Cicerón, Octavio lo encuentra con una puñalada en su abdomen y ya agonizando, lo último que dijo Cicerón fue que Vipsanio es inocente al igual que Marco Bruto.
Agripa mientras tanto se dirige con Sexto y su cuadrilla al norte de África, en donde al llegar supera las 3 primeras rondas. Agripa haciendo lo suyo logra superar la 4 y 5 ronda, clasificando a la Gran Final, donde su oponente es el mejor Gladiador de la Cuadrilla Valcross de Decio, su nombre es Akari y entra al coliseo con un Elefante Gigante al cual Agripa logra vencer.
Octavio logra entrar al Templo donde se encuentra con Marco Bruto, el cual (escarmentando) registra cada cadáver de los senadores muertos por ser parte de la oposición del César, Octavio le dice que su mentor Cicerón ha muerto y que lo más seguro es que él es el siguiente, este asustado arranca, Octavio en la salida del Templo se encuentra con Mecenas diciédole que Vipsanio es inocente, Mecenas le dice que si está tan seguro de esa declaración, es mejor de que le traiga pruebas de ese hecho.

### Capítulo 4: Restauración de la Gloria
Octavio, para saber quién es el verdadero asesino del César, tiene que seguir las pistas de este, tomando sus últimas palabras "Et tu, Brute", la cual primero se le dirigió a Marco Bruto el Alumno de Cicerón, pero luego sabe que no solo este se llama Bruto sino que hay otra persona con este nombre, y para saberlo se dirige al Patrimonio de Antonio, donde logra infiltrarse a través del sótano de este lugar, al llegar a cierta habitación encuentra la última carta que dejó Julio César, donde dice que Antonio no es el verdadero heredero de su trono sino otra persona, que Marco Bruto es una persona que es de apreciar pero le falta experiencia, y que Decio el General es demasiado bueno pero demasiado egoísta y que no hace nada sino para el mismo.
Agripa y la cuadrilla se dirigen a Roma para el último decenlace del Torneo, extrañamente Sexto ha desaparecido y no hay nadie a cargo de la cuadrilla, ni siquiera Claudia, Agripa se dirige al Gran Coliseo donde logra superar unas 4 muy difíciles rondas.

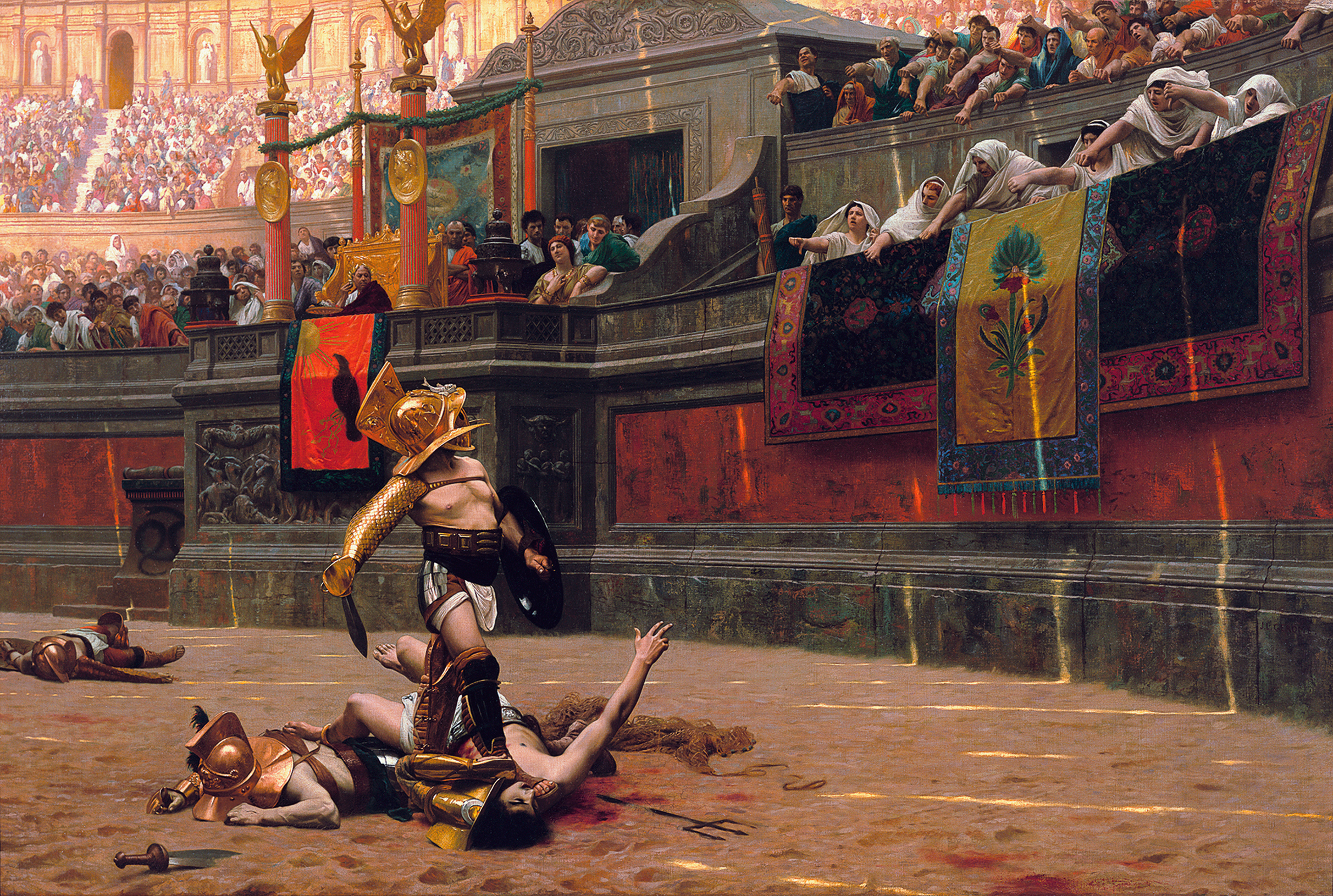
representación de una victoria en un Torneo de gladiadores.

Octavio se dirige al Templo para encontrarse con Mecenas, al llegar a las entradas se encuentra con 2 piratas que le asechan, y de fondo escucha unas risas de parte de nada más ni nada menos que de Sexto anunciando que le han pedido que asesine a Octavio a cambio de la derrota de Roma a su favor, también dice de que él es el hijo de Pompeyo quién fue derrotado por el mismísimo Julio César y el vengará su muerte y terrible derrota, a Octavio no le queda más sino que luchar con los 2 piratas, donde logra vencerlos, al derrotar a estos sexto se enfurece y decide el asesinarle, Claudia decide actuar y proteger a Octavio, dejando que este huya. Octavio luego de huir al Templo ve la escena de Decio y Marco Bruto, donde Decio apuñala a Marco Bruto en el abdomen, diciéndole que él se merece una muerte lenta y dolorosa, Octavio se acerca a este agonizando, y Marco le dice que el no es el único Bruto sino que el otro es el mismo Decio Bruto ascendido a General por el mismo Julio César, también le dice que le detenga, para que no quede libre, Octavio sale del Templo destino a Mecenas donde se encuentra con este en las afueras del Templo, Octavio le dice que ya tiene pruebas de la inocencia de Vipsanio, pero en un acto de rechazo Mecenas ordena a sus hombres tomar prisionero a este con el pretexto de que no arruine los Juegos de Gladiadores.
Agripa mientras tanto logra superar las 5 y 6 rondas llegando a la más esperada Finalísima, en la cual se enfrentará al General de la República Decio Bruto, donde Agripa esta por vencerle y matarle Decio le dice que si él le mata, ellos matarán a su padre Vipsanio, al oír esto Agripa se queda paralizado y atacado traicioneramente por Decio, el cual se burla de su decisión. En ese momento aparece Mecenas anunciando al no fallecido Julio César el cual al entrar el coliseo, tiembla por completo todo el Recinto a causa del bullicio del público y aplausos, entre murmuros Mecenas se da cuenta de que Decio dice murmurando "yo te mate", prueba suficiente de que el verdadro asesino es Decio Bruto, al instante Mecenas anuncia al público lo que realmente sucedió, lo primero fue que Julio César en un principio rechazaba a las personas egoístas atacando principalmente a Antonio además de quitarle su Patrimonio, a causa de esto Antonio siente una gran cólera contra el César y convence a Decio de crear a los conspiradores (Cicerón, Marco Bruto, entre otros) para luego asesinarlos para que luego no haya pruebas, dándole a Decio un puesto permanente como General y segundo a cargo después de este mismo, luego de saberse de la culpabilidad de estos 2, dice que el nuevo y Real Sucesor del César es nada más ni nada menos que su sobrino Octavio (quien era el que vestía como el César en el Coliseo), al saber esto Antonio se da cuenta de que ha llegado su fin y decide darle la orden a Decio de matarlos a todos incluyendo a Mecenas, Octavio, Agripa e incluyendo a su padre Vipsanio (quien fue a ver a su hijo mientras Mecenas y Octavio vestido del César lo anunciaron como inocente), al suceder esto Agripa y Decio encarnan su última lucha en la cual el destino de Decio termina trágicamente, y Agripa logra vengar la muerte de su madre Vipsania, de un momento a otro Antonio baja al Coliseo para exterminar a Agripa, el cual es vencido por Agripa, donde Agripa no decide quitarle la vida sino que decide darle un castigo, al final Agripa se reúne con Mecenas, Octavio y su querido Padre quien le felicita, cuando ellos piensan que todo ha terminado ocurre una lluvia de flechas en llamas, donde aparece un ejército de piratas comandado por Sexto declarando la guerra a Roma, y dejando escapar a Antonio, cuando Agripa decide iniciar una persecución contra Antonio, un pirata le lanza una flecha a Agripa en la cual Vipsanio interfiere para salvar la vida de su hijo, Vipsanio le dice que no se preocupe y que persigue a Antonio, Antonio al ver que terminó por fin el Torneo vuelve a convertirse en Centurión, cuando llega a un patio se encuentra con Claudia la hermana de Sexto eliminando a un par de piratas, cuando habla con ella se da cuenta de que ella está de parte de Roma, es entonces donde aparecen de nuevo las gemelas Iris y Charmian quienes dicen que lo único que quieren es lograr de que Antonio escape, creando dos monstruos a quienes deben vencer, al vencerlos las gemelas desaparecen y Agripa y Claudia continúan con la persecución de Antonio, al pasar por una alcantarilla también se encuentran con unos piratas que fueron derrotados por Octavio, cuando llegan al barco de Sexto se encuentran con este quien les dice que Antonio ya está en mar abierto y que es imposible alcanzarlo, Sexto amenaza a Agripa con asesinarle si no se rinde pero este se niega, entonces como sabe que Claudia interferirá en la pelea de estos, le deja inconsciente, al fin y al cabo después de la pelea Agripa logra vencerle, pero un cañonazo despierta a Claudia el cual es Antonio ha recobrado la consciencia y quiere venganza, unos de los cañonazos impacta un gran muro el cual cae sobre un Sexto vencido por la fuerza de Agripa, Claudia y Agripa sin poder hacer nada Sexto muere a manos de Antonio, Agripa totalmente furioso al perderlo casi todo por Antonio promete asesinarlo con sus propias manos, al ir en busca se da cuenta de que Octavio también va a por Antonio por mar abierto, cuando Agripa llega al barco de Antonio desencadena una pelea a muerte, con un Antonio totalmente renovado incluyendo su vestimenta y arma.
Luego de una árdua batalla contra Antonio, Agripa sale victorioso, Octavio llega a la zona de batalla y Antonio aún no acabado dice que volverá y los vencerá a todos y renovará a Roma por completo bajo su nombre, luego de decir esto cae por una abertura de la barandilla del barco donde acababan de pelear y se hunde a lo más profundo del océano, acabando con este para siempre.

### Un Nuevo Final
Luego de vencer al máximo rival de Roma Antonio, los héroes Agripa y Octavio regresan triunfantes al puerto principal de Roma donde hay una gran multitud recibiendo toda la flota romana que venció a Antonio incluyendo a Mecenas y al mismo Vipsanio, luego de la celebración a los nuevos héroes, estos acompañan a Claudia a visitar la tumba de Sexto, la cual le lleva flores y al marcharse Agripa le dice que vuelva algún día a Roma para visitarles, Claudia sin decir una palabra voltea y sigue su destino (Claudia no puede volver a la ciudad romana nunca más ya que de pequeña le ha odiado y además allí murió su único hermano y familia, aunque no sean de sangre), Octavio recapacita y se promete seguir el legado que dejó su tío Julio César, luego de decir estas palabras aparece el mismo perro que le ha seguido a todas partes y al que le salvó la vida al principio del juego.
Por otra parte luego de terminado todo esto las gemelas que nunca se vio si han muerto o no una le dice a la otra de que hay que decirle a la Señora que ha comenzado el principio del fin. (La "Señora" es la mismísima Cleopatra, ella estaba casada con "Antonio" - Marco Antonio, quien en la Batalla de Actium - La pelea final entre Agripa y Antonio, se ve también ella perjudicada. Por eso las gemelas dicen eso.

## Personajes

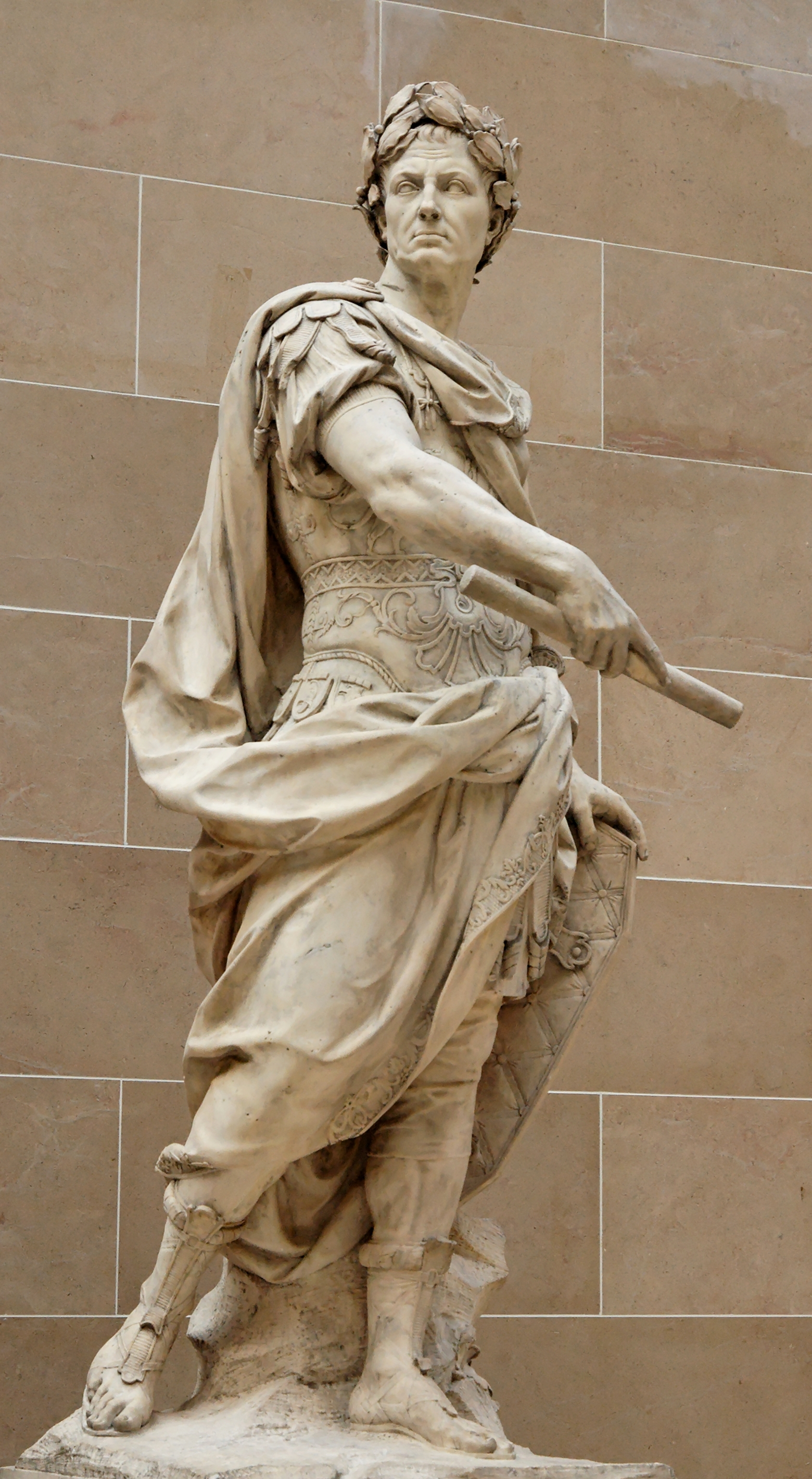
Julio César.

- Julio César : Líder Militar y Político más respetado y famoso de la historia de la República romana; su imagen es apacible y paternal le valieron el respeto de los ciudadanos.

15 de marzo.
De camino a la Casa del Senado, César es atacado por alguien desconocido y muere a los pies de la estatua de Pompeyo.
- Agripa : César reconoció el genio militar y el instinto guerrero de Agripa y lo nombró Centurión muy joven.

Octavio es amigo suyo.
Vipsanio, el padre de Agripa, es acusado del asesinato de César y arrestado por el ejército. Vipsania, su mujer, es ejecutada por Decio.
Se decide que el ganador del Torneo de Gladiadores que se celebra en honor de César será el verdugo de Vipsanio, Agripa inmediatamente decide participar.
Después de demostrar la inocencia de Vipasanio, Agripa vuelve a ser Centurión y persigue a Antonio(verdadero instigador de la conspiración) a mar abierto.
- Octavio : Tras perder a su padre biológico de pequeño, Octavio es adoptado y educado por César en persona.

Es buen amigo de Agripa.
Cuando se entera de la muerte de César, vuelve apresuradamentea Romay se encuentra que el hombre acusado del asesinato no es otro que el padre de Agripa.
Usando las últimas palabras de César ("¿Tú también, Bruto?") como pista principal, Octavio decide ir en búsqueda de la verdad con la ayuda de su mentor, Pansa.
Justo cuando está a punto de descubrir la conspiración, Mecenas lo captura.
Tras revelar que es el verdadero heredero de César, Octavio demuestra que Antonio es un fraude y todo el asunto pasa a ser dominio público.
Antonio utiliza la influencia que le queda como político para fletar una fuerza naval e intentar huir de Roma , Octavio lo persigue.
- Antonio : Fiel subordinado de César, Antonio. Tras el asesinato jura esforzarse por conseguir el bien de Roma.

Junto a su cómplice Decio, planea en convertir al padre de Agripa en un cabeza de turco.
Al oír que no es el elegido como el sucesor de César, sino que César había elegido a Octavio, Antonio lleno de rabia, planeó el asesinato.
- Cicerón : Gran estadista y elocuente orador, Cicerón es un líder nato y una elección lógica para dirigir el Senado.

Él es quien denuncia formalmente a Vipsanio.
Marco Bruto es su discípulo, lo enoja celebrando reuniones secretas en las Tabernas todos los días.
Cuando Marco es atacado en su cámara en la Casa del Senado, se descubre que hay más de un Bruto implicado en la conspiración.
- Vipsanio : Colaborador de confianza de César, es el padre de Agripa, acusado falsamente del brutal crimen, lo encierran en la cárcel de Siracusa.

Cuando Agripa y Octavio se infiltran en la Cárcel a buscar a Vipsanio, les dice las últimas palabras de César : "¿Et tu, Brute?".
Gracias a su trabajo de investigación, Octavio consigue junto a Mecenas demostrar la inocencia de Vipsanio y liberarlo.
- Barca : General de la Gran Tribu de Bárbaros de Germania, pierde su batalla con Agripa y es trasladado a Roma como prisionero.

Barca está consumido por el deseo de venganza contra Agripa, pero cuando vuelve a caer ante el general reconvertido en gladiador, su carrera llega a un amargo fin.
- Pansa : Antiguo jefe de inteligencia de César, Pansa vive retirado y lleva una vida plácida. Tiene una misteriosa conexión con la familia de Octavio y quiere ayudarlo.

- Mecenas : Secretario de Antonio y fiel servidor de César, Mecenas es quien propone que se celebre un Torneo de gladiadores y que el ganador se convierta en el verdugo.

Poco después Octavio ve la escena del asesinato de Casio y es testigo de la ocultación del cadáver.
Los 13 conspiradores también han sido asesinados para cuando Octavio llega a la escena del crimen: y se acuerda liberar a Vipsanio solamente si pruebas de su inocencia son presentadas.
Tras descubrir la trama para matar a César, Octavio es capturado por Mecenas justo cuando va a revelarla.
Cuando el Torneo acaba, se reconoce que Octavio es el verdadero heredero de César y finalmente se pone al descubierto toda la farsa.
- Decio : Decio, general del ejército de la República, lideró victoria tras victoria a los valientes romanos para gloria de César, nada le gusta tanto como la sangre.

Se complace claramente con la ejecucuión pública de la madre de Agripa, acusada falsamente.
Siempre acompañado de miembros de la cuadrilla Valcross, participa a menudo en juegos de gladiadores.
Suele vestir una armadura romana con una cabeza de León en su hombro derecho.
Su nombre completo es Decio Bruto y es el asesino de César. También cometió otros varios asesinatos para no ser descubierto su última víctima es Marco.
Cuando decide enfrentarse a Agripa no solo pierde la batalla sino también su vida.
- Claudia : Popular guerrera, considera a Sexto como su hermano, tras ser testigo de la habilidad de Agripa , lo anima a unirse a su cuadrilla de gladiadores.

De niña la vendieron como esclava en Roma y Sexto la acogió, Incapaz de curar las cicatrices del pasado, odia a Roma a muerte.
Suele vestir un vestido blanco y largo, a veces cubre su rostro con un pañuelo de género color dorado, Claudia es una mujer de color morena clara.
Cuando decide que la que la rebelión de Sexto ha pasado de la raya, se une a regañadientes a los romanos en la batalla final.
- Sexto : Empresario que lleva una cuadrilla de gladiadores fuera de Roma. Sexto es conocido por su actitud plácida que le ha ganado el respeto a sus gladiadores.

Recibe un encargo de asesinato de 2 mistriosas niñas gemelas conocidas como Iris y Charmian.
10 años antes, Sexto compró a Claudia a un comerciante de esclavos y la cuidó y educó como si fuera su hermana pequeña.
Suele vestir una Túnica negra y larga, también usa el pelo largo.
Hijo del Legendario Pompeyo, a quien César mató, Sexto está haciendo planes para provocar una revuelta contra la República.
Traicionado por el fugitivo Antonio al cual intentaba ayudar, pronto se ve dentro de una terrible batalla naval y muere intentando salvar a su querida Claudia.
- Marco : Conocido también como Marco Bruto. Marco es juez, igual que Cacio. Considera a Cicerón su mentor.

Su relación con Cacio acaba mal debido a una discusión, y el cadáver de este último es descubierto al poco. Esto es seguido por la repentina desaparición del propio Marco.
Es asesinado por Decio en un Templo en las Montañas, pero consigue explicar lo acontecido e incluso entrega a Octavio un documento sobre el asesinato.
- Cacio : Juez al igual que Marco, Cacio tornaba parte a menudo en inquietantes conversaciones con su colega en la taberna.

Poco después de que discutiera con Marco, Mecenas y sus hombres encuentran su cadáver y se lo llevan.
- Iris y Charmian : Iris y Charmian son las gemelas que han encargado a Sexto el asesinato de cierta persona.

Los detalles están poco claro pero parece haber alguna conexión con Claudia.

## Técnicas
En el modo de juego de Agripa, el jugador deberá desbloquear 192 técnicas, las cuales aumentan la jugabilidad del juego.

## Extras
- Galería de Arte : Ganar todas las batallas con Agripa en bronce - Dif. Normal

- Minijuego Supervivencia : Ganar todas las batallas con Agripa en plata - Dif. Normal

- Minijuego La Gran Evasión : Ganar todas las batallas con Agripa en oro - Dif. Normal

- Tiro al patito Feo : Gana todas las batallas con Agripa en bronce - Dif. Difícil

- El Laberinto : Gana todas las batallas con Agripa en plata - Dif. Difícil

- Carros de Fuego : Gana todas las batallas con Agripa en oro - Dif. Difícil

## Armaduras Extras (Agripa)
- Fortus Rex Amor: Conseguir 300.000 puntos

- Talon Aegis: Conseguir 800.000 puntos.

- traje de gorila: se obtiene al completar el juego.

## Peinados y Trajes Extras (Octavio)
- Cabeza zanahoria: Comprar mínimo 5 objetos

- Cabeza rara: Comprar mínimo 20 objetos

- Traje raro: Comprar mínimo 10 objetos

- Traje camaleón: Comprar todos los objetos de los vendedores.